# Armin H. Meyer

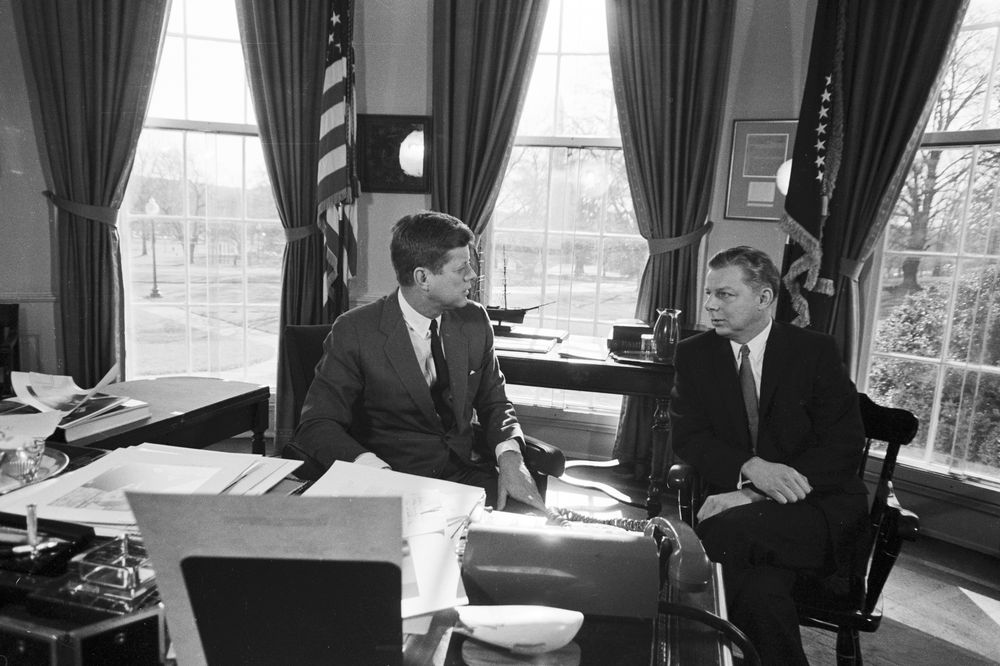
US-Präsident John F. Kennedy (links) mit Armin H. Meyer (1961)

Armin Henry Meyer (* 19. Januar 1914 in Fort Wayne; † 13. August 2006) war ein Botschafter der Vereinigten Staaten.

## Leben
Armin Henry Meyer war der Sohn von Leona Buss und Armin P. Meyer. Er war von Mary Jane Meyer geschieden und mit Alice James verheiratet. Er besuchte die Lincoln Community High School, Lincoln, IL und studierte 1933 an der AA, Lincoln Junior College, Lincoln, IL, 1935 an der Capital University, Columbus, OH, 1939 an der Capital University, Columbus, OH, und 1941 an der MS Mathematics, Ohio State University. Er hatte eine Professur an der Georgetown University. Meyer war autodidaktischer Radiomechaniker und wurde ab 1943 bei der United States Office of War Information in Kairo, im Irak, im Libanon und in Afghanistan beschäftigt. Im März 1961 wurde Meyer zum Deputy Assistant Secretary of State for Near Eastern and South Asian Affairs ernannt. Er war anwesend als Christian Herter, Avraham Harman einbestellte und fragte, ob Israel an einer Kernwaffe baut.
Armin Henry Meyer wurde am 27. Oktober 1961 zum Botschafter in Beirut ernannt, wo er von 12. Januar 1962 bis 19. April 1965 akkreditiert war. Am 18. März 1965 wurde er zum Botschafter in Teheran ernannt, wo er von 27. April 1965 bis 30. Mai 1969 akkreditiert war. Am 27. Mai 1969 wurde er zum Botschafter in Tokio ernannt, wo er von 3. Juli 1969 bis 27. März 1972 akkreditiert war und den Verhandlungen zur Rückgabe von Okinawa vorsaß. Anschließend ernannte ihn William P. Rogers zum Special Assistant und Coordinator for Combatting Terrorism.